# Murat Tosun
Murat Tosun (* 26. Februar 1984 in Berlin) ist ein deutsch-türkischer Fußballspieler.

## Karriere
Murat Tosun absolvierte seine Jugendkarriere bei Tasmania Gropiusstadt und Tennis Borussia Berlin. Bei Tennis Borussia Berlin machte der Stürmer auf sich aufmerksam und wechselt im Sommer 2005 zu Karşıyaka SK. Dort blieb er wie zuvor in Berlin nur ein Jahr. Ankaraspor verpflichtete ihn ablösefrei. Bei den Hauptstädtern wird er meistens eingewechselt, hat jedoch einige Tore für Ankara erzielt. Sein Vertrag bei Ankaraspor läuft bis zum 30. Juni 2010.
Während der Winterpause 2009/10 wechselte Tosun zu Trabzonspor. Hier kam er bis zum Saisonende auf sechs Ligapartien. Zur anstehenden Saison wurde er an Konyaspor verliehen. Bei Konyaspor saß er überwiegend auf der Ersatzbank und machte fünf Ligaspiele. Zur Rückrunde der Saison 2012/12 wurde er an die Zweitmannschaft Trabzonspors, an den Drittligisten 1461 Trabzon ausgeliehen. Mit dieser Mannschaft erreichte er zum Saisonende die Meisterschaft der TFF 2. Lig und damit den direkten Aufstieg in die TFF 1. Lig. Mit seinen acht Treffern in elf Ligabegegnungen war Tosun maßgeblich an diesem Erfolg beteiligt.
Zur Winterpause wurde der Wechsel zum Zweitligisten Manisaspor bekanntgegeben. In seiner Zeit bei Manisa konnte Tosun jedoch nicht überzeugen und erzielte nur ein Tor, dafür aber ein sehenswertes: Nachdem Manisaspor am 23. Februar 2013 bis zur 94. Minute zu Hause mit 0:1 gegen 1461 Trabzon zurücklag, verwandelte Tosun eine Flanke spektakulär per Fallrückzieher und konnte seiner Mannschaft durch seinen Treffer in letzter Minute noch einen Punkt retten. Am 11. Dezember 2013 verließ er Manisaspor und war dann einige Monate vereinslos, bevor er am 1. August 2014 zu Elazığspor wechselte. Ende März 2015 verließ er diesen Verein vorzeitig.

## Erfolg
Mit 1461 Trabzon
- Meister der TFF 2. Lig und Aufstieg in die TFF 1. Lig: 2011/12